# Pogonia japonica
Pogonia japonica är en orkidéart som beskrevs av Heinrich Gustav Reichenbach. Pogonia japonica ingår i släktet Pogonia och familjen orkidéer. Inga underarter finns listade i Catalogue of Life.

## Bildgalleri

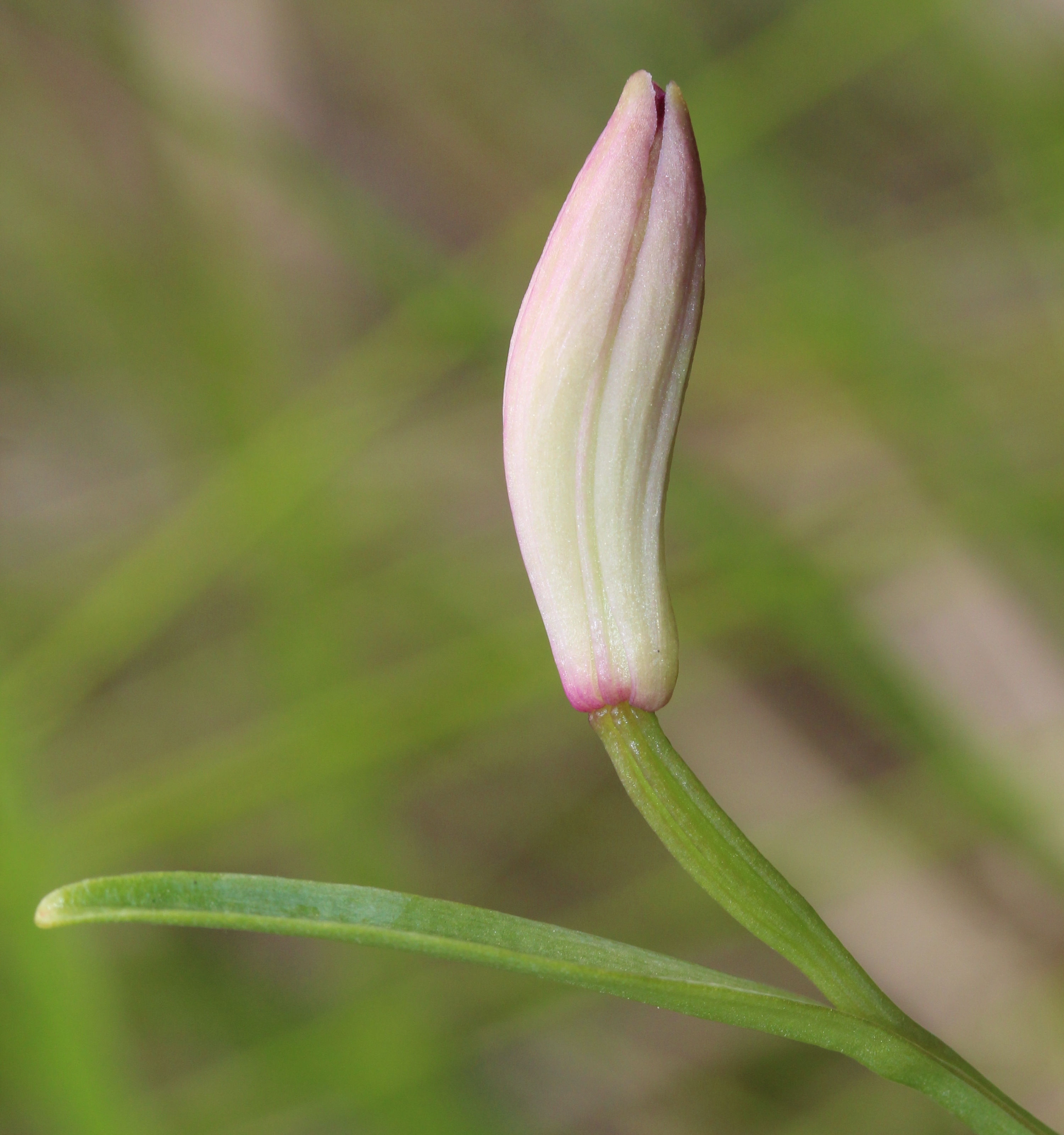
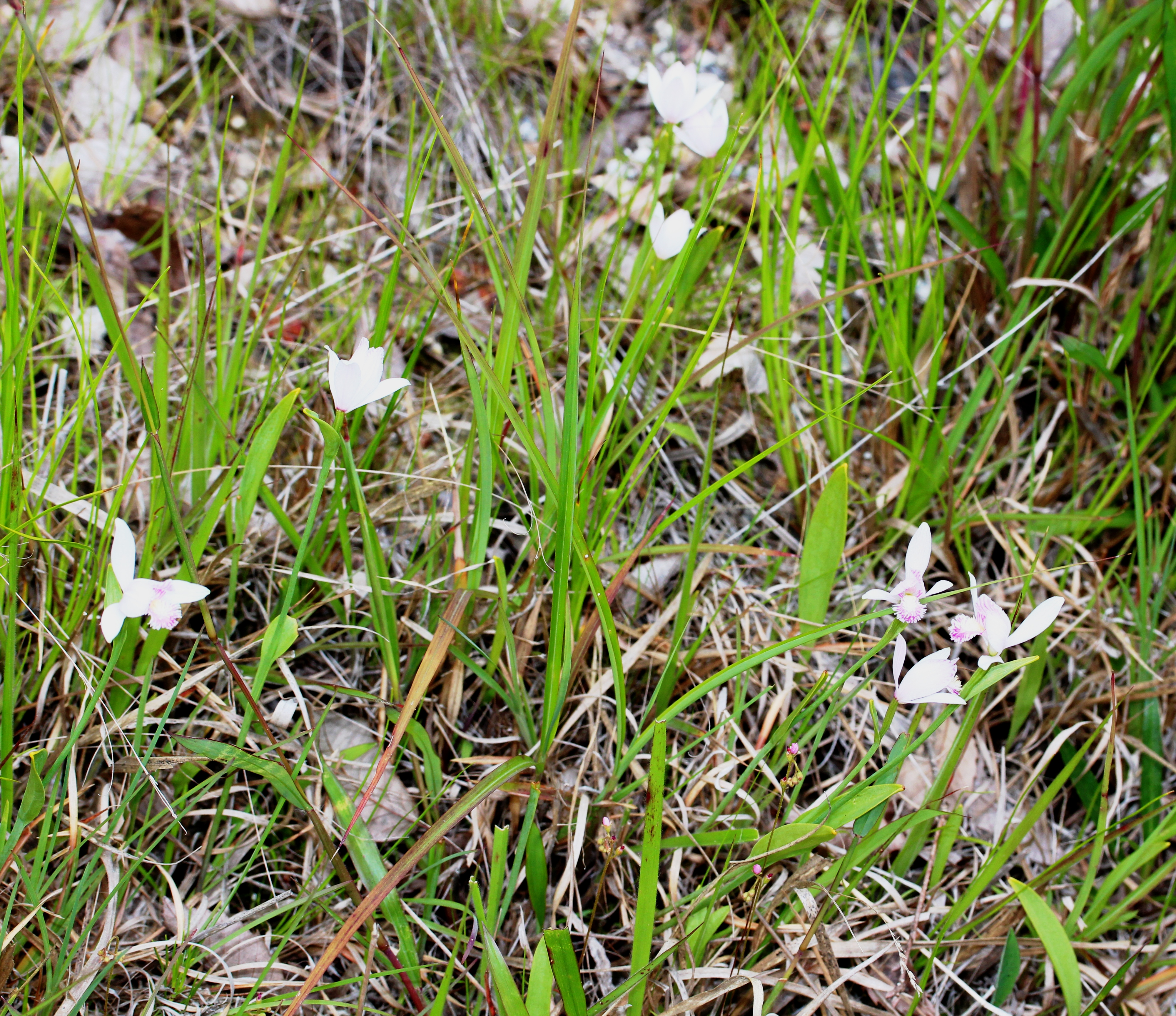
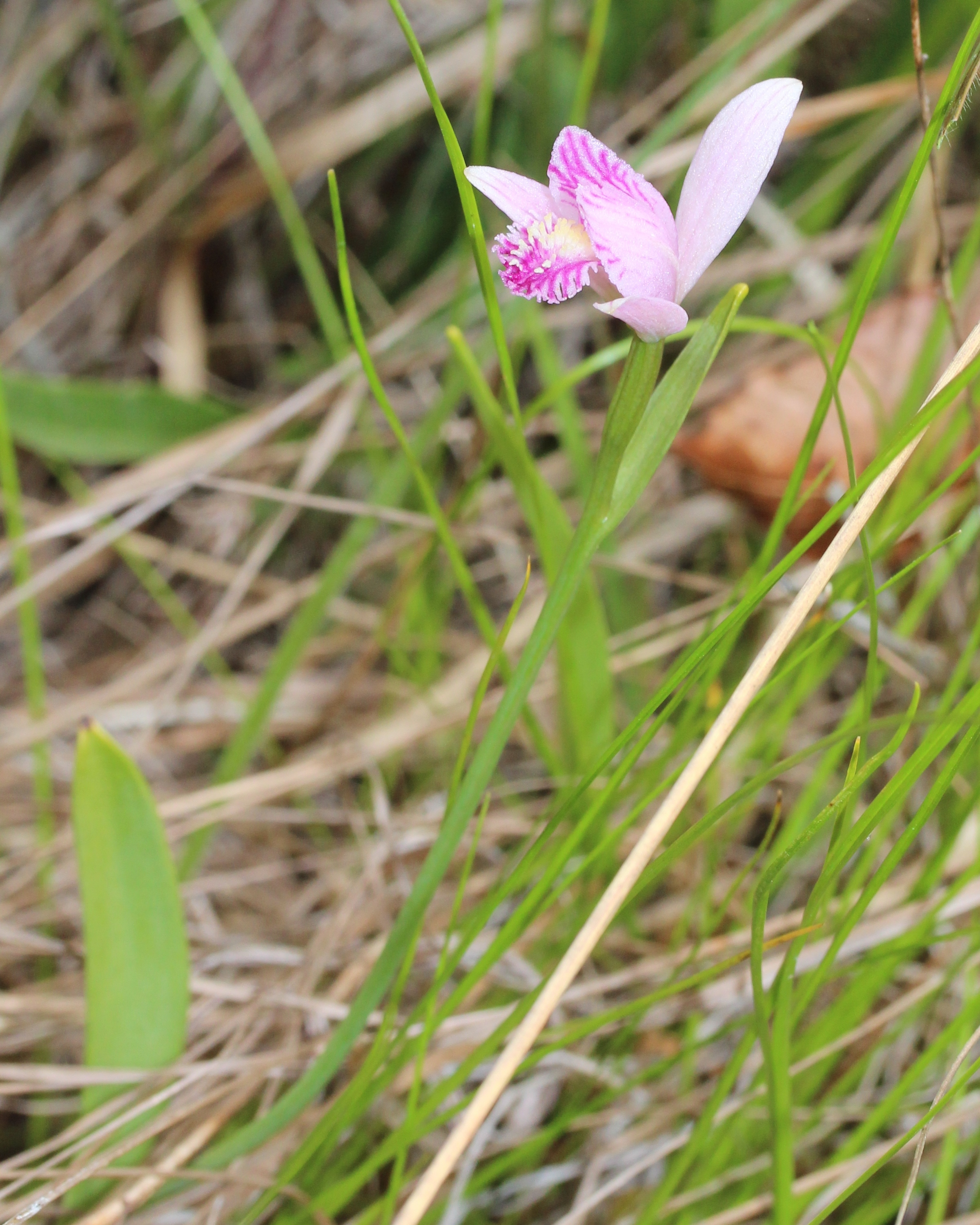
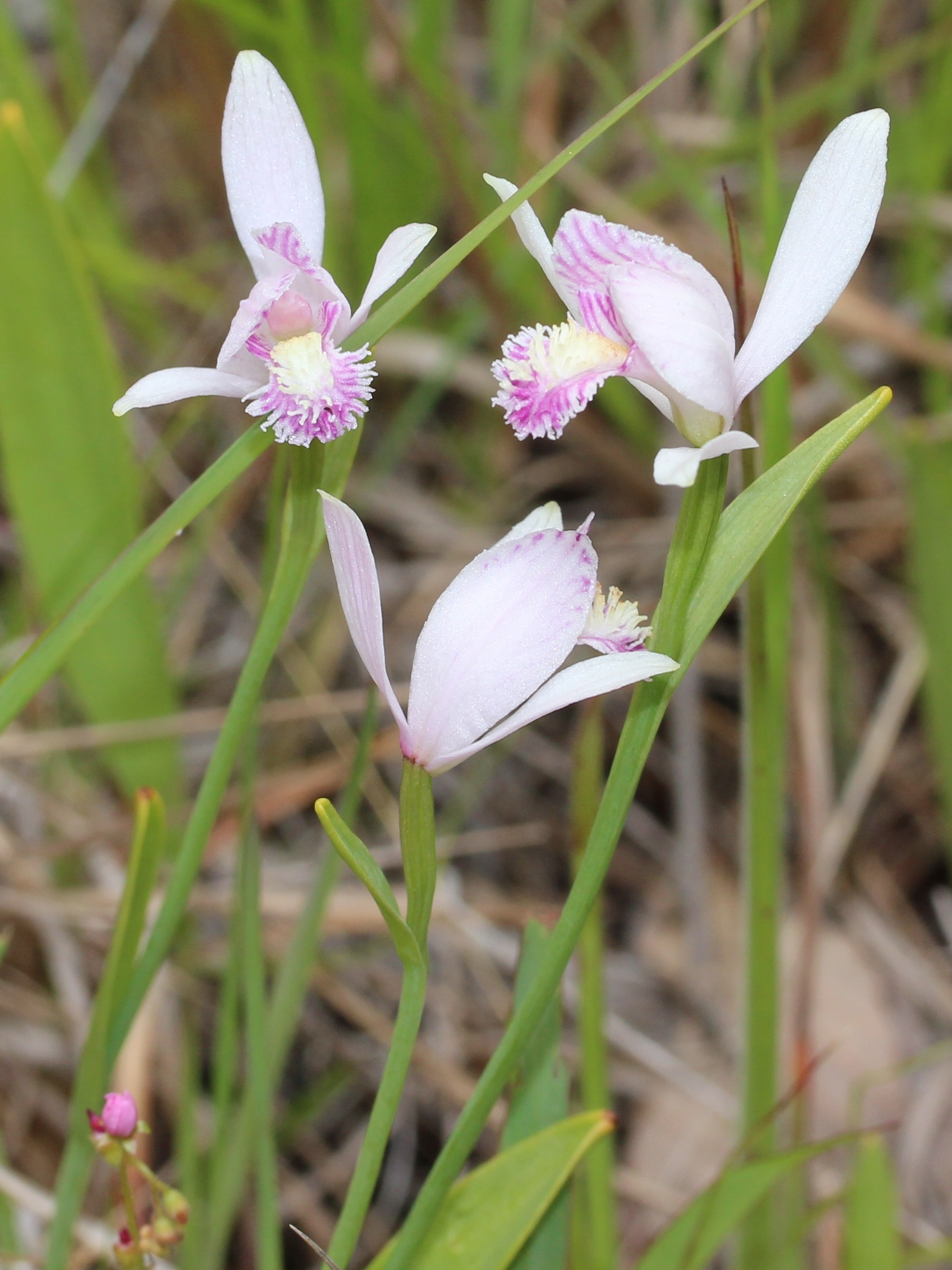
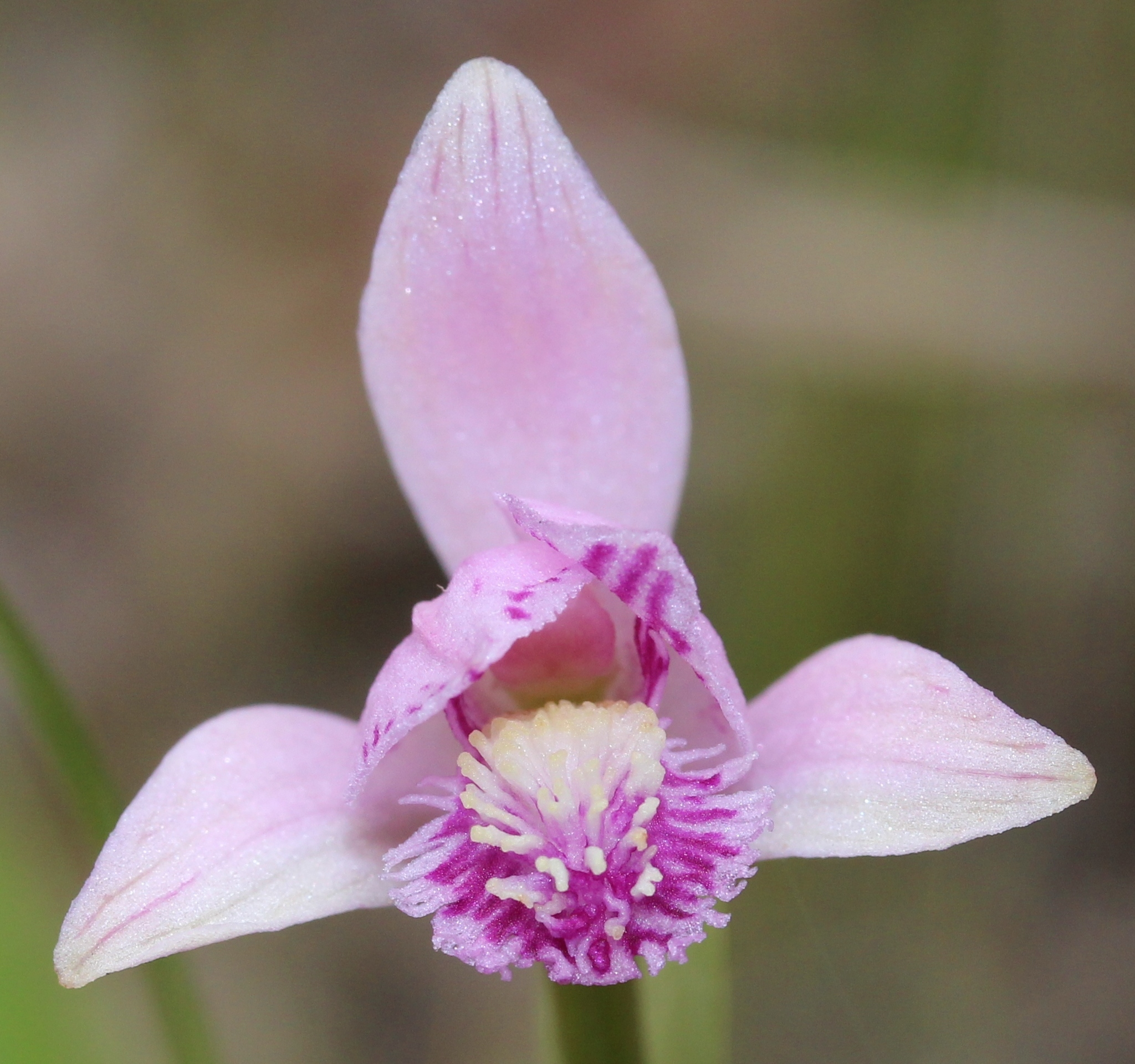